# Агнеш Гергей
Агнеш Гергей (на унгарски: Gergely Ágnes) с рождено име Агнеш Гутман (на унгарски: Guttmann Ágnes) (5 октомври 1933 г.) е унгарска поетеса, писателка и преводачка, носителка на националната награда „Кошут“ за приноса си в областта на културата. Тя взима артистичния си псевдоним Гергей от роман на унгарския писател и журналист Геза Гардони.

## Биография
Родена през 1933 г. в семейството на журналиста Дьорди Гутман и държавната чиновничка Роза Фенакел, Агнеш учи в Будапеща и Сегед. Баща ѝ загива в нацисткия лагер на смъртта Маутхаузен, а Агнеш и майка ѝ успяват да се спасят като са подслонени в къща, собственост на Швейцария. След като Унгария е освободена след Втората световна война, те се връщат в родното ѝ село Ендрьод.
На седемнадесетгодишна възраст Агнеш започва работа в завод за локомотиви. През 1957 г. завършва университета на Будапеща със специалности унгарска и английска литература. Работи като преподавател в основни и средни училища от 1957 до 1963 г. По-късно е журналист и редактор на списание, както и редактор на чуждестранните емисии на унгарското национално радио. Между 1988 и 1977 г. е редактор в списание за литература.

## Творчество
Гергей започва да пише собствени творби от 1960-те години, предимно любовна лирика. До 2006 г. има издадени 14 книги, включително 6 сборника с произведения. По-късно публикува и автобиография в четири части, чийто стил е смесица от реалност и фантастика.
Първите си преводи Гергей прави на книгите на Джеймс Джойс и Дилън Томас, които излизат от печат на унгарски език през 1958-1959 г. Превежда главно английска и американска поезия, но сред преводите ѝ има и разкази, роман и драма.

## Обществена дейност
Агнеш Гергей е член на Асоциацията на калиграфите и оглавява Клуба на унгарските писатели. През 1998 г. работи в съвета на Унгарската академия на науките. Неколкократно е избирана да представлява унгарската литература на международни конференции, участва и в дейността на чуждестранни литературни изследователски центрове.